# Доњи Видушевац
Доњи Видушевац је насељено мјесто у саставу града Глине, Банија, Република Хрватска.

## Историја
Доњи Видушевац се од распада Југославије до августа 1995. године налазио у Републици Српској Крајини.

## Становништво
На попису становништва 2011. године, Доњи Видушевац је имао 179 становника.
| Националност       | 1991.        |
| Хрвати             | 325 (98,78%) |
| Срби               | 1 (0,30%)    |
| Југословени        | 1 (0,30%)    |
| остали и непознато | 2 (0,60%)    |
| Укупно             | 329          |

| Демографија | Демографија | Демографија |
| Година      | Становника  | Становника  |
| ----------- | ----------- | ----------- |
| 1961.       | 405         |             |
| 1971.       | 384         |             |
| 1981.       | 336         |             |
| 1991.       | 329         |             |
| 2001.       | 205         |             |
| 2011.       |             | 179         |

## Попис 1991.
На попису становништва 1991. године, насељено место Доњи Видушевац је имало 329 становника, следећег националног састава:
| Попис 1991.‍ | Попис 1991.‍ | Попис 1991.‍ | Попис 1991.‍ | Попис 1991.‍ |
| ----------- | ----------- | ----------- | ----------- | ----------- |
|             |             |             |             |             |
| Хрвати      | Хрвати      |             | 325         | 98,78%      |
| Југословени | Југословени |             | 1           | 0,30%       |
| Македонци   | Македонци   |             | 1           | 0,30%       |
| Муслимани   | Муслимани   |             | 1           | 0,30%       |
| Срби        | Срби        |             | 1           | 0,30%       |
| укупно: 329 |             |             |             |             |